# فؤاد إد عبد الحي
فؤاد إد عبد الحي (بالهولندية: Fouad Idabdelhay)‏ (2 مايو 1988 ببيرخن أوب زووم في هولندا - ) هو لاعب كرة قدم هولندي في مركز الهجوم. لعب مع آر كي سي فالفيك وأيل ليماسول وريكرياتيفو ونادي أولمبيك خريبكة ونادي الوداد الرياضي ونادي دوردريخت وناك بريدا ونادي أوسنابروك.

## وصلات خارجية
- فؤاد إد عبد الحي على موقع قاعدة بيانات كرة القدم.إي يو (الإنجليزية)
- فؤاد إد عبد الحي على موقع بيانات كرة القدم. دي إي (الألمانية)
- فؤاد إد عبد الحي على موقع Soccerway.com (الإنجليزية)
- فؤاد إد عبد الحي على موقع عالم كرة القدم.نت (الإنجليزية)